# Останній вихід супермена
«Останній вихід супермена» (фр. JCVD) — кримінальна комедія 2008 року.

## Сюжет
Колишня зірка бойовиків Жан-Клод Ван Дамм давно загрузнув у другосортних фільмах: рахунки, які виставляються адвокатами дружини, не залишають йому вибору - щоб виплачувати аліменти, Жан-Клод готовий грати будь-які ролі. Вирішивши почати життя з чистого аркуша, він вирушає до Брюсселя, щоб відновити сили в рідній домівці. Заскочивши по дорозі в поштове відділення зняти трохи готівки, актор несподівано виявляється мимовільним співучасником пограбування. Відчувши запах смаженого ЗМІ оголошують його організатором злочину.